# Eddie Futch
Eddie Futch (* 9. August 1911 in Hillsboro, Mississippi; † 10. Oktober 2001 in Las Vegas, Nevada) war ein US-amerikanischer Boxtrainer. Im Laufe seiner Karriere arbeitete er mit 22 Weltmeistern verschiedener Gewichtsklassen. Unter ihnen befinden sich 4 der 5 Kämpfer, denen es gelang, Muhammad Ali zu besiegen: Joe Frazier, Ken Norton, Larry Holmes und Trevor Berbick. 1994 wurde er für seine Erfolge als Trainer in die International Boxing Hall of Fame aufgenommen.

## Frühe Jahre und aktive Karriere
Futch zog, als er acht Jahre alt war, mit seiner Familie nach Detroit, Michigan in die sogenannte Black Bottom Section, ein größtenteils afroamerikanisch geprägtes Viertel der Stadt. Bis er 17 war, spielte er sehr erfolgreich Basketball. Er erwog sogar eine Profikarriere, jedoch wurden alle seine Pläne von der amerikanischen Wirtschaftskrise, der Great Depression durchkreuzt. Er sah sich gezwungen, seine Basketballkarriere vorzeitig zu beenden und zur Unterstützung seiner Familie Geld zu verdienen.
Er begann mit circa 18 Jahren relativ spät selbst mit dem aktiven Boxsport. Schnell stellten sich die ersten Erfolge ein und er gewann im Jahre 1932 das „Detroit Athletic Association Lightweight Championship“ sowie ein Jahr später das Detroit Golden-Gloves-Turnier. In seiner Zeit in Detroit trainierte er im selben Studio wie der Schwergewichtsweltmeister Joe Louis. Zur Vorbereitung auf agile und wendige Gegner forderte dieser den um 70 Pfund leichteren Futch gerne zum Sparring. Vor dem geplanten Wechsel ins Profilager wurde bei Futch ein Herzfehler festgestellt, sodass er seine aktive Karriere mit einem Kampfrekord von 37-0-3 beenden musste.

## Trainer von Joe Frazier
Bald widmete sich Futch der Trainertätigkeit. Sein erster großer Kämpfer war Jimmy Edgar, der unter Futchs Regie 1946 ein Unentschieden gegen Jake LaMotta erreichen konnte. 1958 errang sein Schützling Don Jordan den Weltmeisterschaftstitel im „Weltergewicht“. Die ganz große Bühne betrat Futch jedoch erst im Jahr 1966 mit seinem Eintritt ins „Camp Frazier“ als Assistent von Yancey Durham.
1971 war er maßgeblich an der Ausarbeitung der Strategie beteiligt, die Frazier zum Punktsieg über Ali im ersten Teil der „Ali-Frazier-Trilogie“ verhalf. Futch hatte Alis Stil in stundenlanger Video-Analyse studiert und bei ihm eine technische Schwäche beim linken Uppercut ausgemacht. Laut Futch schlug Ali diesen nicht ansatzlos, sondern mit Auftaktbewegung, sodass sich seine Deckung öffnete. Er instruierte Frazier, auf Alis Uppercut mit einem linken Haken zu antworten, um so die vernachlässigte Deckung Alis für sich auszunutzen. Dies setzte Frazier in Runde 15 perfekt um, als er Ali mit einem schulmäßigen linken Haken niederschlug und sich so den einstimmigen Punktsieg sicherte.
Nach dem Tod Durhams 1973 übernahm Futch das Training und betreute Frazier nun alleinverantwortlich.
1975 kam es zum legendären dritten Aufeinandertreffen zwischen Ali und Frazier, vielen besser bekannt als Thrilla in Manila. Futch warnte Frazier vor Alis Psychospielchen (Rope-a-Dope, wiederholtes Klammern), mithilfe derer Ali im Jahr zuvor den sogenannten Rumble in the Jungle gegen George Foreman durch Knockout in Runde 8 für sich entscheiden konnte. Seine Warnungen trugen Früchte, sodass sich ein brutaler Abnutzungskampf zwischen den beiden Ausnahmekämpfern entwickelte. Dieser spitzte sich derart zu, dass sich Futch gezwungen sah, seinen Schützling vor der finalen 15. Runde aus dem Kampf zu nehmen. Seine rechte Gesichtshälfte war komplett geschwollen, sodass Futch ihn als nicht mehr kampffähig erachtete. Frazier wollte unbedingt weiterkämpfen, aber Futch beruhigte ihn mit den Worten: „sit down son, no one will forget what you did here today“ zu deutsch: „Setz dich hin, Sohn. Niemand wird vergessen, was du heute hier geleistet hast.“
Nach der Aufgabe Fraziers brach Ali zusammen, sodass Frazier die Entscheidung seines Trainers im Nachhinein als nicht richtig erachtete. Futch wurde bis zu seinem Lebensende immer wieder mit dieser Episode konfrontiert, jedoch bereute er sie nie, da er Fraziers Gesundheit aufgrund der eingeschränkten Sicht gefährdet gesehen hatte.

## Weitere Erfolge
Ein weiterer bemerkenswerter Erfolg und Zeugnis seiner strategischen Fähigkeiten war der Punktsieg seines Kämpfers Ken Norton über den 5:1 Favoriten Ali im März 1973.
Wie schon im Vorfeld des Thrilla in Manila machte Futch eine technische Eigenheit bei Ali aus. Die Tatsache, dass Ali seine Rechte Hand beim Schlagen der Führhand seitlich vom Kiefer wegbewegte, sollte sich Norton zunutze machen und Ali zu einem „Jabduell“ fordern. Niemand hatte sich jemals vorher auf einen solchen Schlagabtausch der Führhand mit ihm eingelassen, galt Ali doch als extrem schneller und harter Jabber. Ali wurde hiervon überrascht, sodass Norton einige klare Aktionen verzeichnen konnte und ihm unter anderem einen Kieferbruch zufügte.

## Seine Top 10 Kämpfer
Für einen Artikel mit der Sports Illustrated erstellte Futch eine Liste mit seinen 10 besten Schützlingen während seiner langjährigen Trainertätigkeit.
1. Joe Frazier (Schwergewicht) – „The greatest heart of all, he fought from bell to bell. Every trainer should have one Joe Frazier in his life.“ - („Das größte Kämpferherz aller. Er kämpfte von Anfang der Runde bis zum Ende. Ich wünsche jedem Trainer einen Joe Frazier in seinem Leben.“)
2. Michael Spinks (Cruisergewicht) – "Unorthodox, but he could adapt perfectly to any opponent." - („Unorthodox aber er konnte sich perfekt auf jeden Gegner einstellen“)
3. Mike McCallum (Mittelgewicht) – "A thinking fighter who tears you up downstairs, then pulls your teeth." - („Ein Kämpfer mit Köpfchen, der dich nach unten zieht und dir dann die Zähne zieht“)
4. Larry Holmes (Schwergewicht) – "He learned from his mistakes, and he was always in great condition." - („Er lernte aus seinen Fehlern und er war immer in Form“)
5. Alexis Argüello (Leichtgewicht) – "All the tools in the world. You could put him on course, and he stayed on it." - („Er hatte alles. Hast du ihm einmal den Weg gezeigt, behielt er ihn bei“)
6. Don Jordan (Weltergewicht) – "My first champ, in 1958, he was an excellent boxer who never reached his potential." - („Mein erster Weltmeister 1958. Er war ein exzellenter Boxer, der niemals sein Potenzial ganz ausschöpfte“)
7. Hedgemon Lewis (Weltergewicht) – "A boxing master. When he sparred, other fighters would come to watch." - („Ein Meister des Faustkampfes. Wenn er Sparring machte, kamen andere Boxer, um ihm zuzuschauen“)
8. Maurice Blocker (Mittelgewicht) – "Tall and skinny, he doesn't look the part, but he finds a way." -(„Groß gewachsen und sehr schlank. Er sieht nicht danach aus aber er findet einen Weg.“)
9. Marlon Starling (Weltergewicht) – "He moves so well, and when he's on, he controls everything in the ring." - („Er bewegt sich so gut. Wenn er gut drauf ist, kontrolliert er alles im Ring“)
10. Bob Foster (Cruisergewicht) – "Such range and strength. He could move and box, but, my, what a punch." - („Was eine Reichweite und Stärke. Er wusste sich zu bewegen und zu boxen. Und, mein Gott, was für einen Schlag er hatte“)

## Auszeichnungen (Auswahl)
- 1975: Trainer des Jahres gekürt von „Boxing Writers Association of America“
- 1982: Long and Meritorious Service
- 1991, 1992: Trainer des Jahres gekürt von The Ring
- 1994: Aufnahme in International Boxing Hall of Fame, Los Angeles
- 1997: bester Trainer der letzten 75 Jahre 1997 gekürt von The Ring

## Rücktritt
- 1998 zog sich Futch 87-jährig vom Boxsport zurück.
- 1999 war er Mitglied des 5-köpfigen Komitees zur Ermittlung des besten Boxers des vergangenen Jahrhunderts. Entgegen allen Erwartungen stimmte er nicht für seinen ehemaligen Weggefährten Joe Louis, sondern für seinen langjährigen Konkurrenten Muhammad Ali.[1]